# Tate Romanova
Tate Romanova je hrvatski glazbeni sastav iz Splita koji se žanrovski opisuje kao drive-pop.

## Povijest
Okupili su se početkom 2019. godine. Oformili su ga autori i producenti projekta, Šime Barbarić i gitarist Ante Jerončić. Vokalistica je Sara Andrić. Pridružili su im se Mirko Rak (The Fogsellers) na bas gitari, Zdeslav Klarić (Pips, Chips & Videoclips) na klavijaturama i Cyro Gastone (Justin's Johnson) na bubnju. Odmah su stali stvarati pjesme i već početkom lipnja 2019. objavili su svoj prvi singl Prebrzo za izdavačku kuću Street Pulse Music. Za skladbu su snimili spot koji je režirao i montirao Filip Kljakić, snimao Toni Mijač, a vizualni efekti djelo su Igora Starčevića. Uslijedile su skladbe Osim kad ne i Iz razloga. Ugovor s Croatia Recordsom potpisali su početkom studenoga 2019. godine. Proljeća 2020. objavili su singlove Na radiju i Na rubu maha (snimana u Pavarottiju) s nešto žešćim zvukom. Za potonje dvije skladbe snimili su spotove. Kolovoza 2020. objavili su šesti singl U bojama kojim su najavili izlazak albuma kod Croatia Recordsa početkom jeseni. Skladbu su snimili u mostarskom studiju Pavarottiju, gdje je miks i mastering obavio Ivan Božanić. Za skladbu su snimili spot koji je režirao Milan Latković. Skladbe su snimali u mostarskom studiju Pavarottiju i zagrebačkom studiju Dan mraku.

## Članovi
Članovi su vokalistica Sara Andrić (poznata kao finalistica emisije 'RTL Zvijezde'). Na gitari je Ante Jerončić, Lana Beović na bas gitari, Zdeslav Klarić (Pips, Chips & Videoclips) na klavijaturama i Ivana Županović na bubnju. Skladbe također potpisuje Šime Barbarić.

## Vanjske poveznice
- Facebook
- YouTube